# Габі Новак
Габрієла «Габі» Новак (хорв. Gabrijela "Gabi" Novak; 8 липня 1936, Берлін, Третій Рейх — 11 серпня 2025) — хорватська поп та джаз співачка. Стала відомою широкому загалу в 1960-х роках. Дружина легендарного хорватського автора-виконавця Арсена Дедича, з яким була одружена з 1973 і до його смерті 2015 року.

## Біографія
Габі народилась в родині хорватсько-німецького походження, де батько був з Хвара, а мати — з Берліна. Своє дитинство провела в Берліні, а згодом сім'я переїхала до Югославії, де 1945 року було вбито її батька.
Була одружена з хорватським композитором Стипицею Калог'єрою до 1970 року. 1973 року вийшла заміж за відомого композитора та співака Арсена Дедича. Він також став автором багатьох її пісень. У подружжя є син Матія, який став відомим у Хорватії піаністом.

## Дискографія
- 1961 - Pjeva Gabi Novak
- 1970 - Gabi (збірка, Jugoton)
- 1971 - Gabi (збірка, PGP RTB)
- 1974 - Samo žena
- 1977 - Gabi 77
- 1978 - Najveći uspjesi (збірка)
- 1980 - Gabi & Arsen
- 1982 - Gabi
- 1985 - Nada
- 1988 - Hrabri ljudi (Габі та Арсен)
- 1993 - Retrospektiva (збірка)
- 1997 - Adrese moje mladosti
- 2002 - Pjesma je moj život
- 2003 - Pjeva Gabi Novak (перевидання)
- 2006 - Zlatna kolekcija (збірка)

## Нагороди
Новак — неодноразова лауреатка премії Порин:
- Найкраще джазове виконання (2002)[5]
- Альбом року (2003)[6]
- Найкраще жіноче виконання (2003)[6]
- Найкращий поп-альбом (2003)[6]
- Найкраща вокальна співпраця (2003)[6]
- Нагорода за значний вклад в розвиток музики (2006)[7]